# Coucal du Gabon
Centropus anselli
Espèce
Statut de conservation UICN

 LC  : Préoccupation mineure
Le Coucal du Gabon (Centropus anselli) est une espèce d'oiseaux de la famille des Cuculidae. C'est une espèce monotypique (non subdivisée en sous-espèces).
Son aire s'étend sur le Gabon, la Guinée équatoriale, la République du Congo, l'ouest de la République démocratique du Congo, le sud-ouest de la République centrafricaine et le nord de l'Angola.